# Hibiscus mechowii
Hibiscus mechowii är en malvaväxtart som beskrevs av Christian August Friedrich Garcke. Hibiscus mechowii ingår i Hibiskussläktet som ingår i familjen malvaväxter. Inga underarter finns listade i Catalogue of Life.